# Natalja Arinbaszarova
Natalja Arinbaszarova, oroszul Наталья Утевлевна Аринбасарова;; kazahul Наталья Өтеуліқызы Арынбасарова (Biskek vagy Alma-Ata vagy Moszkva, 1946. szeptember 24. –) szovjet-kirgiz színésznő.

## Életpályája
Kazah apa és lengyel anya gyermekeként született. Táncolni tanult a Nagy Színház balettiskolájában. 1964-ben almati Abaj Színház szerződtette. Az 1960-as évek közepén volt férje, Andrej Szergejevics Koncsalovszkij rendező fedezte fel a film számára, s rábízta a Csingiz Ajtmatov kisregénye nyomán forgatott Az első tanító (1965) főszerepét.
A bemutatkozás minden várakozást felülmúlt. A fiatal színésznő, aki érzékletesen ábrázolta a még szinte gyermek Altinaj emberi és érzelmi fejlődését, az 1966-os velencei fesztiválon elnyerte a legjobb női alakítás díját, a Volpi Kupát. E kitüntetést igazolta a Dzsamila szerelme (1969) hiteles lélekrajzával. Vonzó külsejű, keleties szépség.

## Magánélete
1966–1969 között Andrej Szergejevics Koncsalovszkij (1937-) rendező volt a férje. Egy fiuk született; Georgij Andrejevics Mihalkov (1966-), aki később Jegor Koncsalovszkij (Yegor Konchalovsky) néven filmrendező, színész, forgatókönyvíró lett. 1970–1980 között a Franciaországban élő Nikolai Dvigubsky (Nyikolaj Lvovics Dvigubszkij) festőművész, Marina Vlady unokafivére volt a párja. Egy gyermekük született; Jekatyerina Dvigubszkaja (1974-), aki szintén rendező, színésznő, forgatókönyvíró lett. 1982-től 2010-ig Eldor Urazbajev (1940–2012) üzbég származású rendezővel élt együtt.

## Filmjei
- Az első tanító (1965)
- Taskent, a kenyér városa (1968)
- Egy falat kenyér (1968)
- Dzsamila szerelme (1969)
- Transzszibériai expressz (1977)
- Natasa (1998)
- Szökésben (2005)